# 冬湖
冬湖(Lacus Hiemalis)是月球表面雪陸区中，一個小型的玄武熔岩月海； 月面坐标为15°00′N 14°00′E / 15.0°N 14.0°E，直徑約50公里。在该湖四周：西北是欢乐湖、西面是柔湖、东北是14公里宽，盆底已被熔岩覆没的多布雷陨坑，附近还坐落着位于澄海边缘，直径达27公里的门纳劳斯陨石坑。
1976年该名称被國際天文學聯合會批准采纳。

## 备注
1. ↑  . International Astronomical Union (IAU) Working Group for Planetary System Nomenclature (WGPSN).   [2010-08-03]. （原始内容存档于2012-05-05）.

## 外部連結
- 冬湖 （页面存档备份，存于）